# Omar, Sulu
Omar là một đô thị ở tỉnh Sulu, Philippines.
Đô thị này đã được lập từ 8 barangay tách ra từ Luuk, Sulu vào năm 2007.

## Các đơn vị hành chính
Omar được chia thành 8 barangay.
| - Andalan - Angilan - Capual Island - Huwit-huwit | - Lahing-Lahing - Niangkaan - Sucuban - Tangkuan |